# Царьков Євген Юрійович
Євген Юрійович Царьков (нар. 16 грудня 1970, Челябінськ, РРФСР) — російський та український футболіст, виступав на позиції півзахисника.

## Життєпис
Вихованець челябінського футболу. Розпочинав кар'єру в Україні, на початку 1990-их виступав за клуб Першої ліги «Хімік» (Житомир). Потім переїхав до Білорусі, де грав у вищій лізі за «Торпедо-Кадіно». У 1997 році повернувся в Росію, грав у складі команд Другого дивізіону й аматорських колективів.
Після завершення кар'єри став дитячим тренером. Працював у челябінської спортшколі «Метар», потім перейшов у ДЮСШ «Челябінськ».

## Досягнення
«Торпедо-Кадіно»
- Кубок Білорусі
  -  Фіналіст (1): 1994/95

«Магніт»
- Першість КФК, зона «Чорнозем'я»
  -  Чемпіон (1): 2001

- Профіль футболіста на сайті FootballFacts.ru (рос.)
- Профіль гравця на сайті «Український футбол»
- Профіль гравця [Архівовано 31 січня 2021 у Wayback Machine.] на сайті sportbox.ru (рос.)
- Профіль гравця на сайті teams.by (рос.)
- Профіль гравця на сайті footbook.ru (рос.)